# Royal Philharmonic Society
Royal Philharmonic Society er et britisk musikselskab grundlagt i London 1813 med det formål at arbejde for instrumentalmusik. Mange fremragende komponister og kunstnere har medvirket ved deres koncerter. Det er nu en medlemskabsbaseret organisation og har ikke længere et eget orkester. Selskabet har et bredt programtilbud, som indeholder værker fra en række forskellige klassiske komponister og skal frem for alt hjælpe yngre kunstnere fremad.
Selskabet bestilte en symfoni fra Beethoven, den der skulle blive hans 9. og sidste. Litteraten og musikkritikeren George Bernard Shaw ønskede at få Grieg som dirigent for Royal Philharmonic Society.